# Mark Uytterhoeven
Marc Herman Jozef (Mark) Uytterhoeven (Mechelen, 6 maart 1957) is een Belgische sportjournalist en televisiepresentator.
Hij staat vooral bekend om zijn komische televisieshows, waarvan Alles kan beter de bekendste is.
Op 18 april 2015 werd hij tijdens het Gala van de Vlaamse Televisie Sterren 2015 gehuldigd met de "Carrièrester". Hij ontving de prijs uit handen van Wouter Vandenhaute, lid van de Vlaamse Televisie Academie.

## Biografie
Hij groeide op in de Noord-Mechelse wijk Kauwendael.

### Sportjournalist
De televisiecarrière van Mark Uytterhoeven begon in 1980, toen hij door Ivan Sonck werd aangenomen als sportcommentator, verslaggever- en presentator bij de toenmalige BRT. Tien jaar lang werd hij ingeschakeld als sportjournalist voor de televisieomroep.
Hij presenteerde ook de shows rond het Wereldkampioenschap voetbal in 1990, 1994 en 1998, in 2000 het Europees kampioenschap voetbal en versloeg tijdens de jaren 90 ook regelmatig de Ronde van Frankrijk. Het was als presentator van deze shows dat hij voor het eerst opviel met zijn humoristische aanpak.
In 1990 werd Uytterhoeven voor zijn televisiewerk bekroond met De HA! van Humo.

### Radio
Van 1985 tot eind 1987 was Uytterhoeven panellid in het radioprogramma De Taalstrijd met Daniël Van Avermaet. De uitzendingen kenden heel wat succes dankzij de vele woordspelingen en andere taalspelletjes. In 1992 volgde een soortgelijke radioserie in de gedaante van De Perschefs, waarin Uytterhoeven ook panellid was.
Door het succes van De Taalstrijd werd er ook een televisieversie van het programma gemaakt, onder de nieuwe naam De Drie Wijzen. Doordat de overbrenging naar televisie het format veranderde van humoristisch programma naar een familiekwis, hield de oorspronkelijke Taalstrijd-ploeg - onder wie Uytterhoeven - er al snel mee op, en werd doorgegaan met nieuwe panelleden.

### Komische televisieshows
Uytterhoevens faam in Vlaanderen nam toe toen hij begin jaren 90 diverse humoristische televisieshows presenteerde. Het huis van wantrouwen (1991-1992) dat hij samen met Wouter Vandenhaute presenteerde was destijds een groot kijkcijfersucces. Het programma viel op door de speelse, komische aanpak en de vele onvoorspelbare en originele items. Uytterhoevens stijl was op de Vlaamse televisie nooit eerder gezien en deed heel wat stof opwaaien.
In 1990 had hij een gastoptreden in de serie Samson en Gert. De titel van de aflevering is naar zijn naam genoemd.
Hij verdubbelde het succes en de sensatie van Het huis van wantrouwen met een soortgelijke talkshow, Morgen Maandag (1993), die enkel door hemzelf werd gepresenteerd. Beide shows groeiden uit tot cultprogramma's die Uytterhoeven een legendarische status bezorgden in Vlaanderen. Dit imago werd nog versterkt doordat hij slechts om de paar jaar een nieuw programma maakte.
Omdat hij zulke media-aandacht uitermate lastig vond heeft Uytterhoeven zich sindsdien uitsluitend tot een kleiner publiek gericht. Hij presenteerde bij voorkeur op Canvas, het tweede televisienet van de VRT. In 1994 presenteerde hij het improvisatieprogramma Onvoorziene Omstandigheden wat een nieuwe lichting improvisatieacteurs opleverde.
Van 1996 tot 1997 was hij samen met Tineke Verburg ook nog te zien als presentator van het (taal)spelprogramma Tien voor Taal, waarin Nederland tegen Vlaanderen streed.
Van 1995 tot 1997 maakte en presenteerde hij op Filmnet (nu Canal Plus) de ludieke spelprogramma's Megascore en Aankomst Bergop, die allebei wielrennen als bron van de quizvragen hadden.
Uytterhoeven zou in 1996 samen met Bart De Pauw Schalkse Ruiters presenteren, maar haakte op de valreep af en liet Tom Lenaerts zijn plaats innemen.

### Woestijnvis
In 1997 sloot Uytterhoeven zich aan bij het nieuwe televisiebedrijf Woestijnvis. Op de al even nieuwe tv-zender Canvas (het vroegere TV2) presenteerde en acteerde hij in het programma Alles kan beter (1997-1999), dat uitzonderlijk meer dan 500.000 kijkers lokte naar het tweede net. Uytterhoeven werd tijdens dit programma bijgestaan door Guy Mortier en Rob Vanoudenhoven. Dit programma leverde ironische commentaar op beeldmateriaal afkomstig uit diverse Vlaamse televisieprogramma's en nieuwsuitzendingen. Uytterhoeven zelf vindt Alles kan beter het beste wat hij ooit gemaakt heeft en voor veel mensen is het zijn bekendste televisieserie, ook al omdat ze nog altijd herhaald wordt.
Voor het programma Man bijt hond schreef hij ook een tijd lang de grappen voor de rubriek Vaneigens. Er waren in 2001 ook plannen om in Man bijt hond een rubriek over het leven in de Provence te maken, maar die zijn niet waargemaakt.
In het najaar van 2001 presenteerde Uytterhoeven samen met Rob Vanoudenhoven het praatprogramma Alles komt terug, waarin naar diverse programma's verwezen werd en net als Alles kan beter op komische wijze met archiefmateriaal omsprong.
Sinds 2002 heeft Uytterhoeven getracht zijn eigen legende te ondergraven door wat regelmatiger op televisie te verschijnen in de hoop dat hij wat alledaagser zou worden voor de Vlaamse tv-kijker. Afwisselend met Bruno Wyndaele presenteerde hij het laatavondprogramma De laatste show. Vanaf het najaar van 2003 presenteerde Uytterhoeven drie jaar lang dit programma en voegde er zijn eigen stempel aan toe. Zo nodigde hij goede vrienden uit om bijdragen te leveren, zoals Guy Mortier.

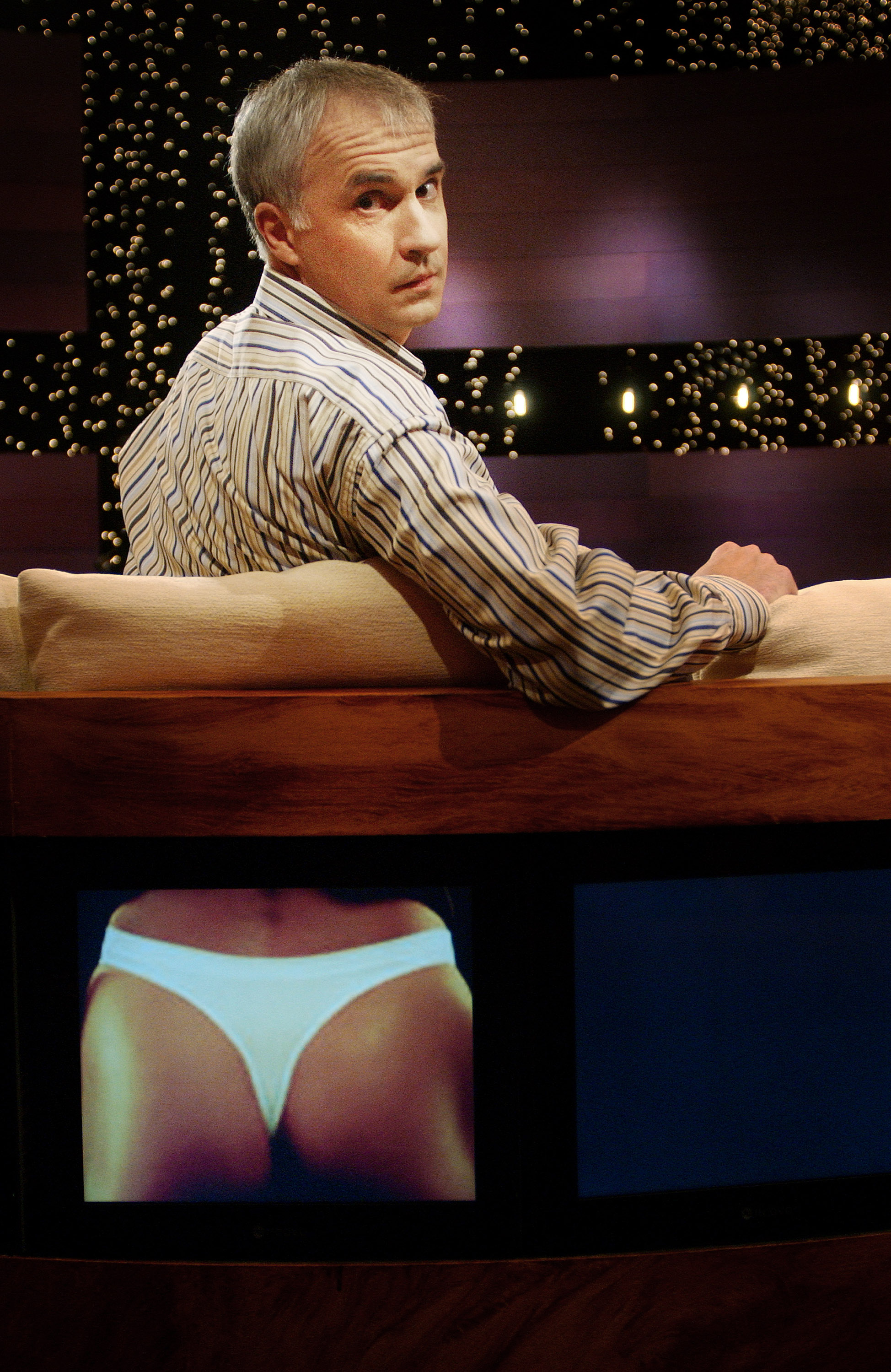
Uytterhoeven in het decor van De Laatste Show (2003)

In 2006 speelde Uytterhoeven de presentatie van de show door aan Frieda Van Wijck. Ook presenteerde hij in 2002 het sportprogramma De fiets van Pavlov.
Uytterhoeven was in 2003 een van de drijvende krachten achter een reddingsactie voor zijn favoriete voetbalclub, KV Mechelen, die met financiële problemen kampte.
Hij eindigde in 2005 op de 35ste plaats in de Vlaamse versie van de verkiezing van "De Grootste Belg". Voor diezelfde verkiezing presenteerde hij ook de documentaire die Eddy Merckx nomineerde voor de prestigieuze titel. Mede dankzij zijn inspanningen eindigde Merckx ten slotte op de derde plaats.
Samen met een aantal andere televisiecollega's is Uytterhoeven een van de stichtende leden van de Vlaamse Televisie Academie.
Na een lange afwezigheid op het scherm, presenteerde hij in oktober 2017 enkele afleveringen van De Ideale Wereld op Canvas als vervanger van Otto-Jan Ham.

### Boeken
Naast zijn radio- en televisiewerk publiceerde Uytterhoeven in de jaren 80 ook enkele boeken: Monumentenzorg uit 1986 bevat sportcolumns die hij voor het blad Panorama schreef, en in Wat een jaar, beste sportliefhebber schreef hij commentaar bij cartoons van Karl Meersman (Karl) uit het sportjaar 1988.

### Acteur
Uytterhoeven heeft ook enkele kleine rollen gespeeld in een paar films. Zo speelde hij de rol van gemene zwemleraar in de Vlaamse jeugdfilm "De Magische Steen" (1988) en had hij ook een rol in de film "De Laatste Vriend" (1993), waarin ook Guy Mortier meespeelde.
In de Vlaamse versie van de Disneytekenfilm Finding Nemo (2003) sprak hij de stem in van de haai Enco. Guy Mortier en Rob Vanoudenhoven vertolkten de rol van de andere twee haaien.
In de Vlaamse versie van de film Cars vertolkte hij de stem van Luigi.

### Docent
In 2014 begon hij met lesgeven aan de Hogeschool Thomas More in Mechelen.

### Privé
Mark Uytterhoeven, een kleinzoon van kunstenaar Prosper De Troyer, woont samen met zijn echtgenote Ann Van Hoey de helft van het jaar in Mechelen en de andere helft in het zuiden van Frankrijk, waar hij een huis heeft in de Provence. Opmerkelijk genoeg was Prosper De Troyer in zijn tijd lid van Racing Mechelen.
Tijdens zijn studentenjaren was Uytterhoeven ook actief bij de studentenclubs. In 1977 werd hij zelfs voorzitter van het Seniorenkonvent Ghendt.

### Wielerclub Wattage
Sinds het begin van het wielerseizoen van 2023 is Mark Uytterhoeven ook te zien of horen in de podcast Wielerclub Wattage, een podcast van Ruben Van Gucht, Jan Bakelants, Tom Boonen en Dirk De Wolf die gaat over het hedendaagse wielrennen.

## Lijst met televisieprogramma's
- Wereldkampioenschap voetbal 1990 (1990)
- Samson en Gert (1990) - als zichzelf
- Het huis van wantrouwen (1991-1992)
- Lap! (Kinderatelier) (1992-1993)
- Morgen Maandag (1993)
- Onvoorziene Omstandigheden (1994)
- Wereldkampioenschap voetbal 1994 (1994)
- Megascore en Aankomst Bergop (1995-1997)
- Tien voor Taal (copresentator) (1995-1996)
- Alles kan beter (1997-1999)
- Wereldkampioenschap voetbal 1998 (1998)
- Europees kampioenschap voetbal 2000 (2000)
- Alles komt terug (2001)
- De laatste show (2002-2006)
- De Fiets van Pavlov (2002)
- Spelen met uw Leven (2013)